# Ahmet Ertegün

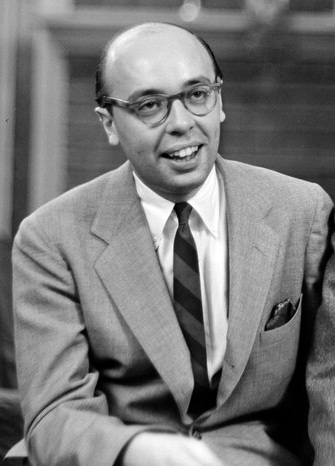
Ahmet Ertegün (Fotografie von William P. Gottlieb)

Ahmet Ertegün (* 31. Juli 1923 in Istanbul; † 14. Dezember 2006 in New York), in englischsprachigen Publikationen oft Ertegun geschrieben, war ein türkisch-amerikanischer Unternehmer in den USA und Begründer des einflussreichen Jazz- und Soul-Labels Atlantic Records. Er war zudem Experte für Blues und komponierte Jazz-Stücke. 
Mit seinem Bruder Nesuhi Ertegün gründete er 1971 den New Yorker Fußballclub New York Cosmos, nahm Fußballstars wie Pelé, Franz Beckenbauer, Johan Neeskens unter Vertrag und leitete ihn bis 1985.

## Leben

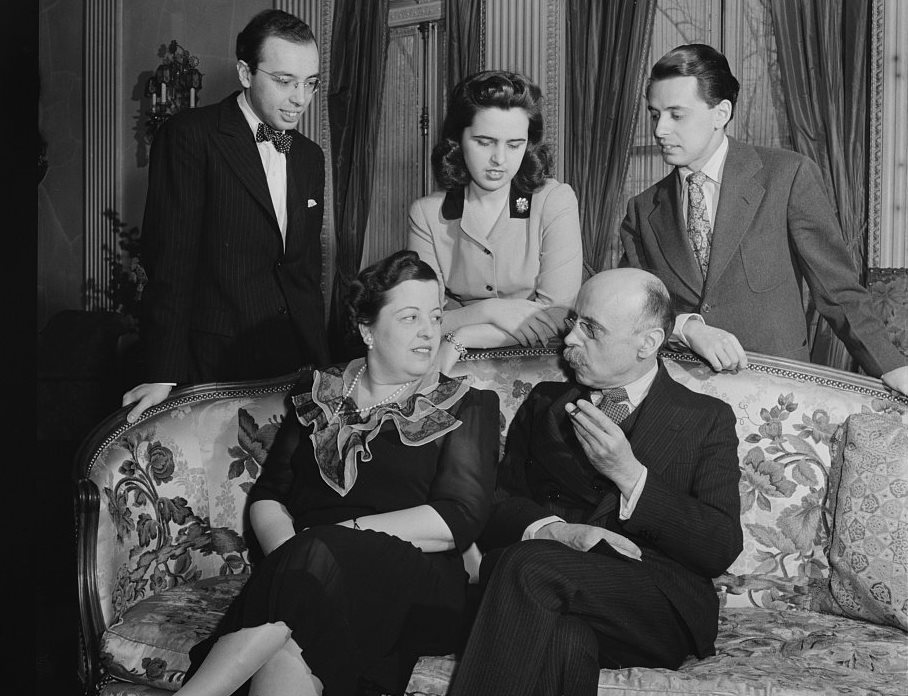
Die Familie Ertegün 1942

Ertegün wurde in der Türkei geboren und zog mit seiner Familie nach Washington, D.C., als sein Vater Münir Ertegün türkischer Botschafter in den Vereinigten Staaten wurde. Münir Ertegün war der Rechtsberater des türkischen Staatsgründers Atatürk und diente ihm zuvor als Botschafter der Türkei in der Schweiz, Frankreich und Großbritannien. Die Begeisterung für Jazz erwarb der junge Ahmet Ertegün 1932 bei einem Konzert im Londoner Konzerthaus Palladium, wohin ihn sein älterer Bruder Nesuhi mitnahm. Dort erlebten sie die Orchester von Duke Ellington und Cab Calloway und waren fortan der Eleganz und der Schönheit dieser Musik verfallen. 1943 machte der 19-jährige Ahmet erste Privataufnahmen mit der R&B-Sängerin Little Miss Cornshucks in Washington. 1944 schloss er das St. John’s College in Annapolis (Maryland), mit dem Bachelor of Arts ab. Danach begann er ein Studium der Philosophie des Mittelalters an der Georgetown University. Nach den Vorlesungen besuchte er Rhythm-and-Blues-Schallplattenläden in Washington D.C. und ging allabendlich in verschiedene Jazz- und Bluesclubs.
Mit 23 Jahren brach er das Studium ab und gründete im September 1947 zusammen mit Herb Abramson das Musiklabel Atlantic Records. Dazu lieh er sich 10.000 Dollar von dem Zahnarzt seiner Familie. Sein älterer Bruder Nesuhi (1917–1989) kam 1956 hinzu. Sie arbeiteten unter anderem mit den Produzenten Tom Dowd und Jerry Wexler zusammen. Seinem Bruder gelang es, die innovativsten Jazzmusiker dieser Zeit unter Vertrag zu bekommen, allen voran John Coltrane, Charles Mingus, das Modern Jazz Quartet und Ornette Coleman. 1957 nahm Atlantic Records als eine der ersten Schallplattenfirmen nur noch mit Stereotechnik auf. Weiterhin feierte Ertegün große Erfolge mit den Soul-Größen Solomon Burke, Ray Charles, Aretha Franklin. Nach dem Verkauf der Plattenfirma blieb er als Talentsucher und Produzent dem Musikgeschäft treu.
Ertegün heiratete am 6. April 1961 die gebürtige Rumänin Ioana Maria Banu, genannt Mica, die eine bekannte Innenarchitektin wurde. In der Ehe behielt jeder seine Konfession.
Ertegün war neben zahlreichen Tätigkeiten unter anderem auch für mehrere Jahre Vorsitzender der Turkish-American Businessmen Association.

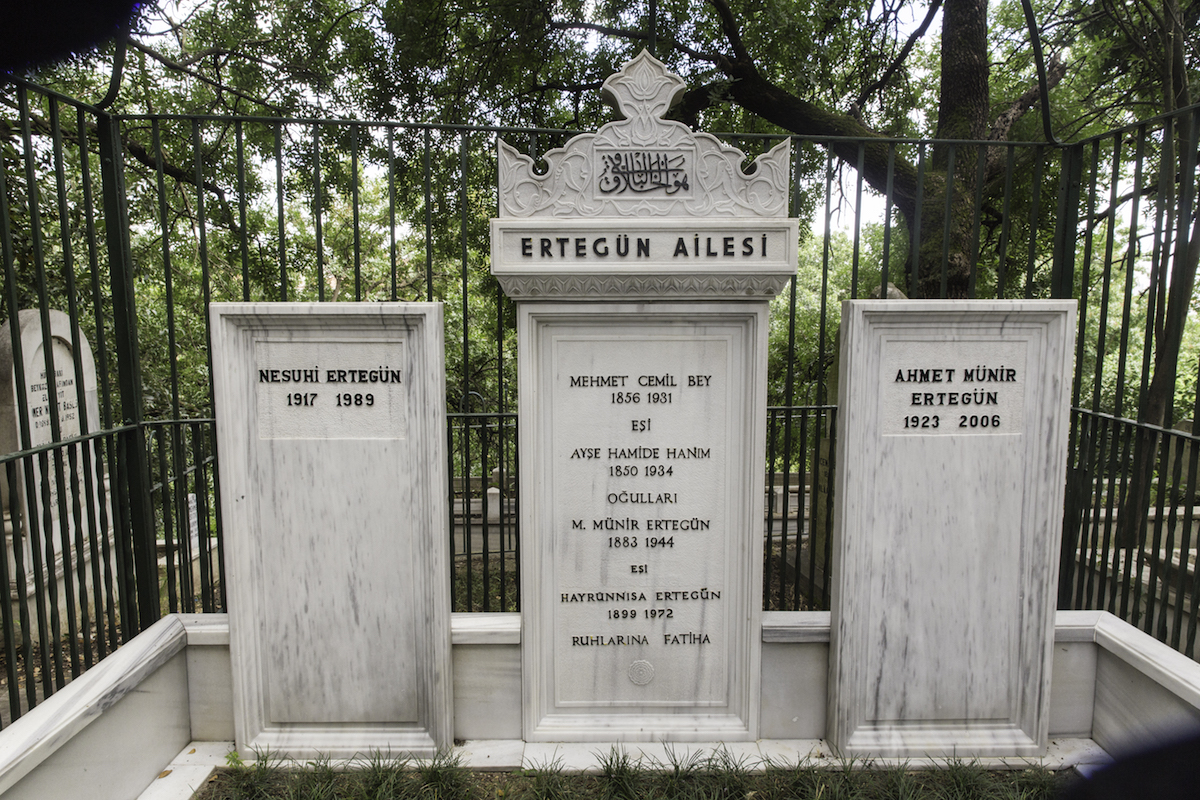
Familiengrab der Familie Ertegün in Üsküdar/Istanbul

Am 29. Oktober 2006 stürzte Ahmet Ertegün bei einem Konzert der von ihm unterstützten Band The Rolling Stones im New Yorker Beacon Theatre hinter der Bühne eine Treppe hinab und zog sich schwere Kopfverletzungen zu, an deren Folgen er am 14. Dezember 2006 starb. Bei diesem Konzert wurde von Martin Scorsese der Musikfilm Shine a Light gedreht, der deshalb Ahmet Ertegün gewidmet ist. Wie sein ebenso türkischstämmiger Weggefährte, der Produzent Arif Mardin, wurde auch Ahmet Ertegün nach islamischer Tradition in seiner türkischen Heimat in Istanbul beigesetzt. Die Grabstätte ist im Istanbuler Bezirk Üsküdar im Familiengrab des Özbekler Ordens, der im türkischen Befreiungskrieg eine wesentliche Rolle spielte.

## Werk
Atlantic Records wurde in den 1960er Jahren zu einem der großen und künstlerisch einflussreichen Labels im Bereich Jazz- und Popmusik.

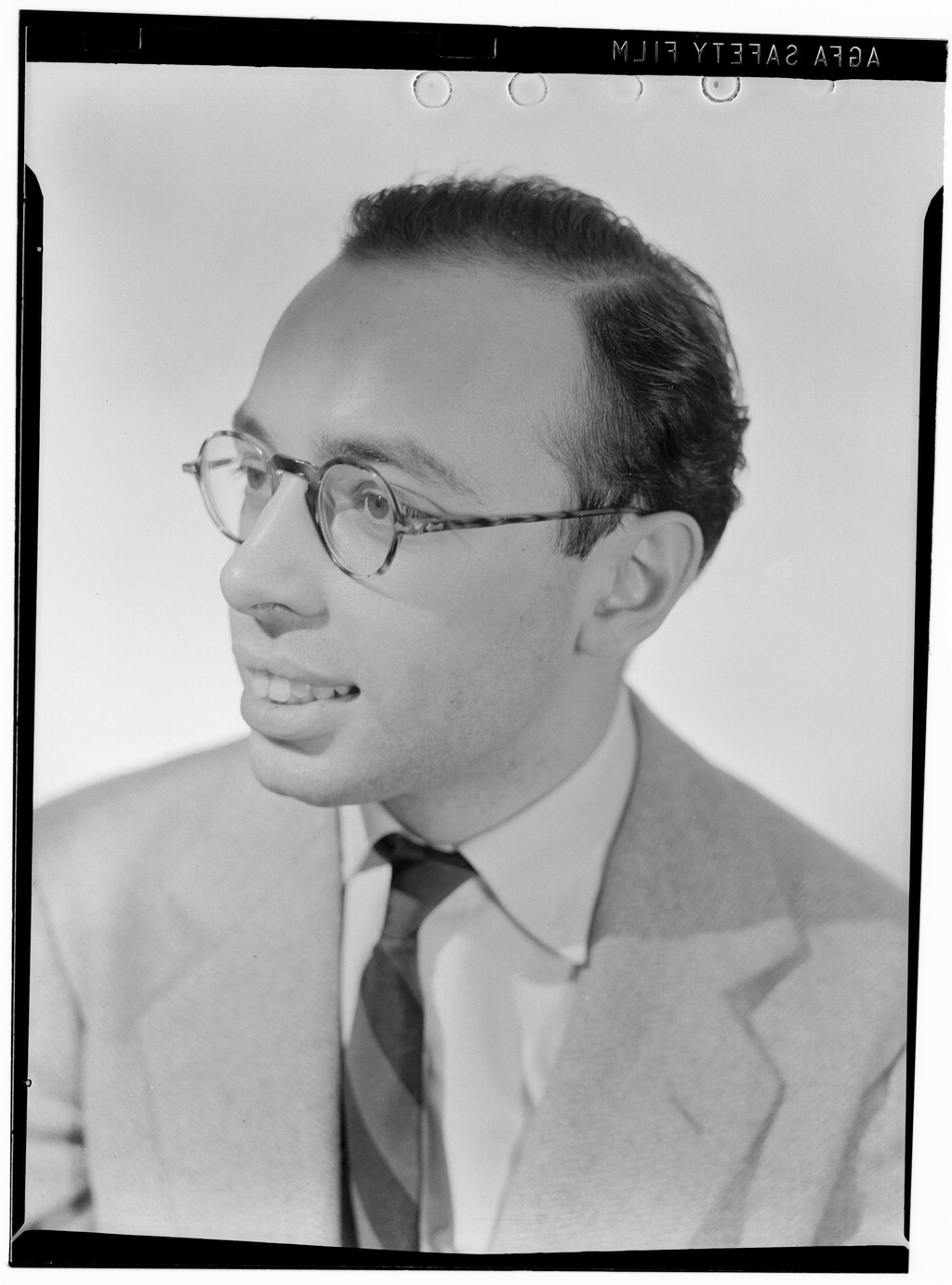
Ahmet Ertegün (Fotografie von William P. Gottlieb)

Die ersten Erfolge konnten die Gebrüder Ertegün mit Rhythm-and-Blues-Künstlern wie Big Joe Turner, Ruth Brown, The Clovers, The Drifters und Ray Charles feiern. Es gelang ihnen, das R&B-Genre von einem Randgruppenthema zu einem wichtigen Teil der Musikszene zu entwickeln. Ahmet Ertegün schrieb eine Reihe klassischer Blues-Stücke, darunter auch „Chains of Love“ und „Sweet Sixteen“, die er unter dem Pseudonym „A. Nugetre“ (sein Name rückwärts geschrieben) veröffentlichte. Aretha Franklin, Wilson Pickett, Otis Redding und viele andere Soul-Größen feierten in den 1960er Jahren ihre großen Erfolge beim Atlantic-Label.
In den 1960er Jahren hörte Ertegün ein Demo der Gruppe Led Zeppelin. Dieses überzeugte ihn nach den ersten Liedern sofort, und er nahm Led Zeppelin unter Vertrag. Eric Clapton wurde ebenfalls von ihm gefördert. Ertegün überzeugte auch David Crosby, Stephen Stills und Graham Nash, Neil Young mit auf Tournee zu nehmen und trug so zur Gründung von Crosby, Stills, Nash and Young bei.
Ahmet Ertegün setzte sein Geschick in Verhandlungen mit bedeutenden Musikstars ein. So zum Beispiel, als die Rolling Stones, deren Vertrag mit Decca auslief, eine Plattenfirma suchten, um ihr unabhängiges Label Rolling Stones Records zu vermarkten. Ertegün verhandelte persönlich mit Mick Jagger und konnte das Geschäft zwischen den Rolling Stones und Atlantic abschließen, obwohl andere Labels der Band mehr Geld angeboten hatten als Atlantic Records. Auch Bryan Ferry gehörte zu den Vertragspartnern von Ertegün.
Ertegün regte Mitte der 1980er Jahre die Gründung der Rock and Roll Hall of Fame an. Ab ca. 2002 arbeitete er mit dem türkischen Popmusiker Tarkan an dessen erstem Album in englischer Sprache.
Im September 2006 kaufte Ahmet Ertegün zusammen mit dem australischen Medienmogul Rupert Murdoch für 90 Millionen Dollar den türkischen Privatsender TGRT.

## Auszeichnungen
- 1987 wurde Ahmet Ertegün in die Rock & Roll Hall of Fame aufgenommen. Sein Bruder folgte im Jahr 1991.
- 1991 erhält er den Ehrendoktortitel der Boston Berkley Music School
- 1993 wird er von National Academy of Recording Arts & Sciences geehrt.
- Für seine Verdienste im Musikgeschäft wurde ihm 1993 der Grammy Lifetime Achievement Award verliehen. Den gleichen Preis erhielt sein Bruder 1995.
- Im Jahr 2000 wurde er von der Library of Congress als „Living Legend“ ausgezeichnet.

## Verschiedenes
- Zu Ehren Ahmet Ertegüns nannte Frank Zappa seinen 1974 geborenen Sohn ebenfalls Ahmet. Ahmet Zappa ist Musiker und Schauspieler.
- Ertegün erhielt 1934 nach einem Chick-Webb-Konzert das erste Autogramm einer Background-Sängerin, das diese jemals schrieb. Es war Ella Fitzgerald.[3]
- Die Rockband Led Zeppelin gab am 10. Dezember 2007 zum ersten Mal seit 1980 wieder ein Konzert – zu Ehren von Ahmet Ertegün.[4]
- Kurz vor seinem Tod wurde 2006 das Montreux Jazz Festival unter anderem Ahmet Ertegün gewidmet.
- Das Musikmagazin Rolling Stone bezeichnet ihn als “the greatest record man who ever lived”.[5]
- Der “Nonperformance Award” der Rock and Roll Hall of Fame ist 2007 umbenannt worden in den “Ahmet Ertegun Award”.
- Der Film Shine a Light von Martin Scorsese (2008) wurde Ahmet Ertegün gewidmet.

## Filme
In dem Film Ray, der Biografie von Ray Charles, wird Ahmet Ertegün von Curtis Armstrong dargestellt. In Beyond the Sea, einem Film über Bobby Darin, verkörpert ihn Tayfun Bademsoy.
In dem Dokumentarfilm Once In A Lifetime über die New York Cosmos erzählt Ertegün über die Gründung des Clubs.